# Weserstrandstraße

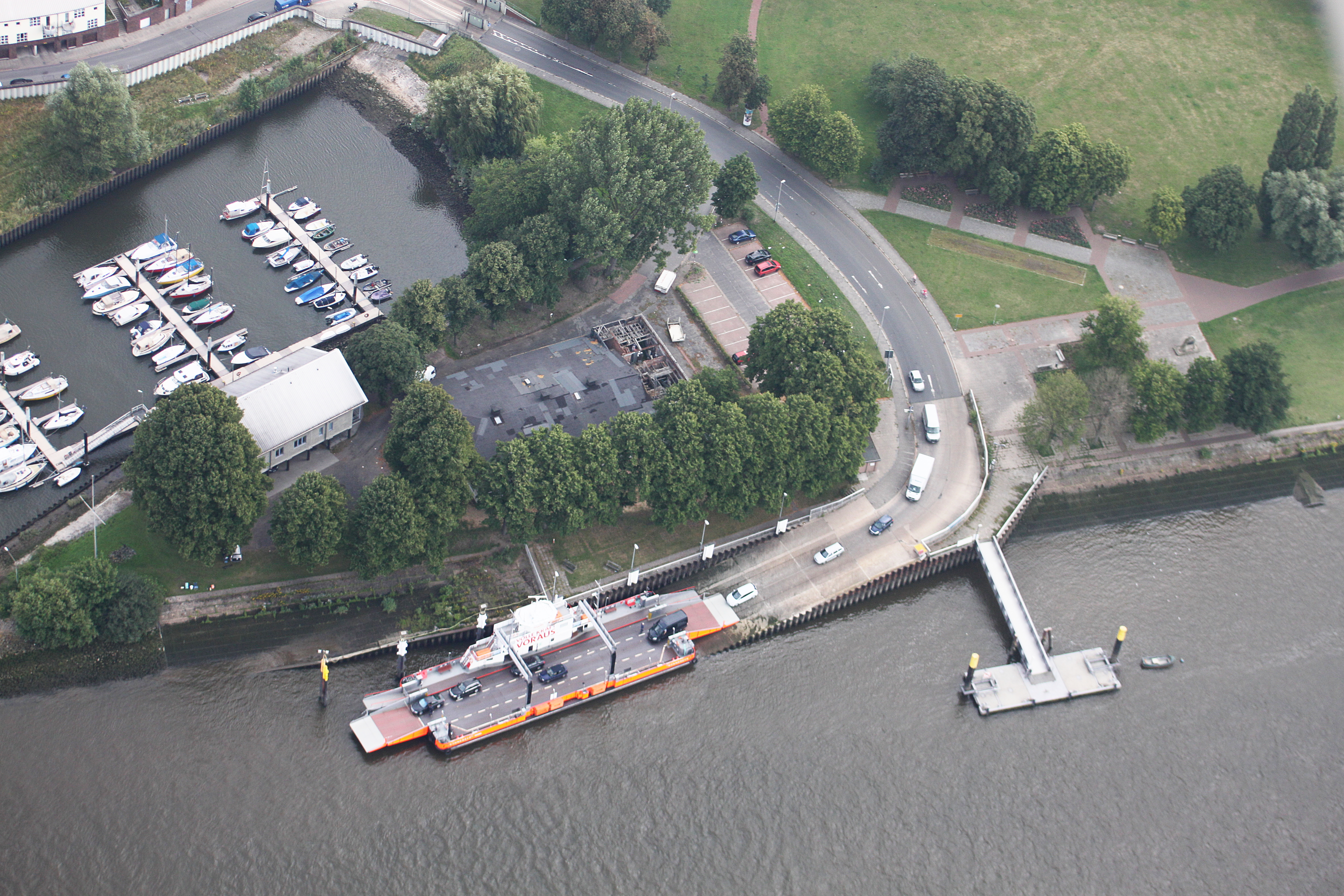
Anleger Blumenthal, Fähre Blumenthal-Motzen

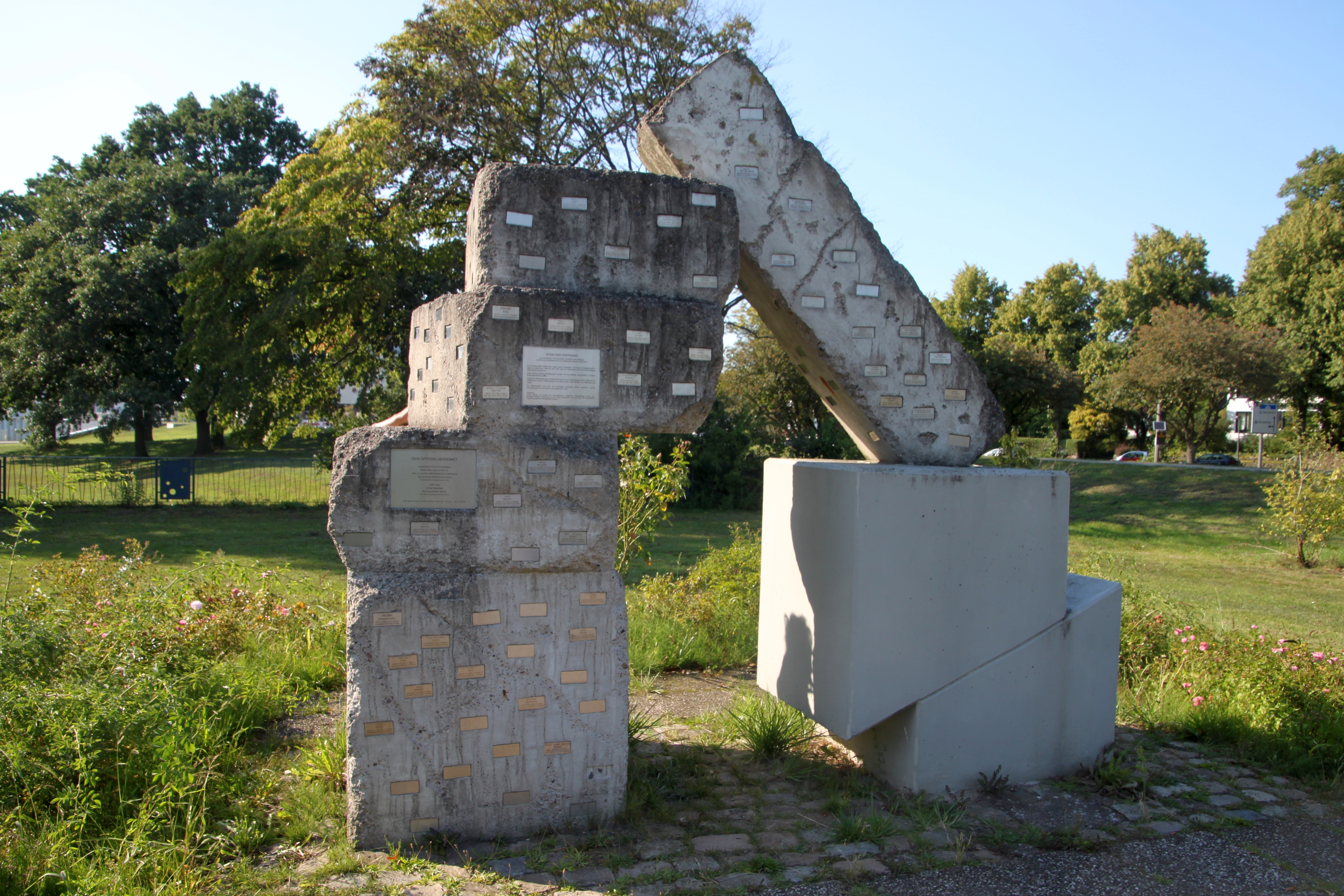
Mahnmal an das Lager Bahrsplate

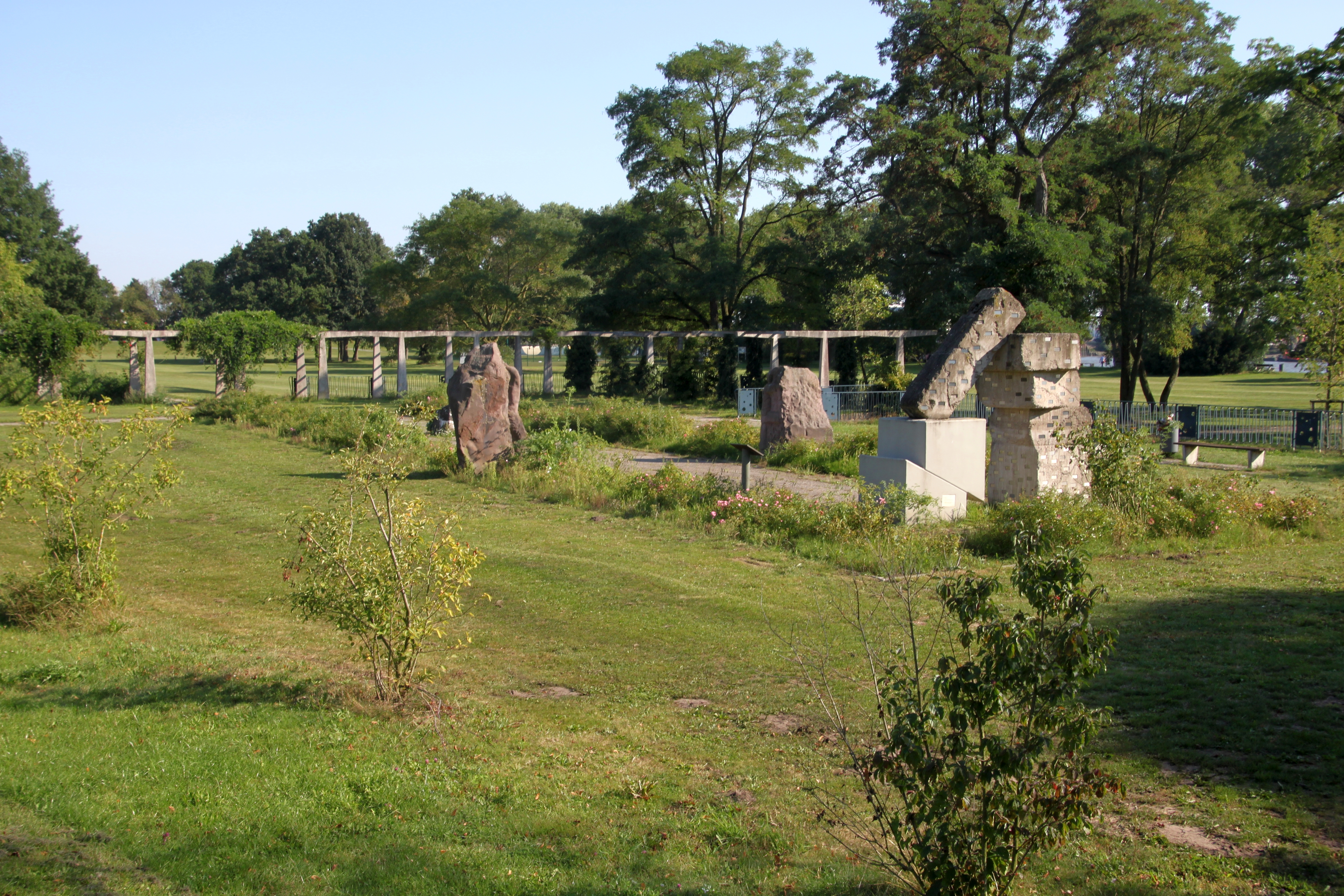
Bahrsplate: Park und Mahnmal

Die Weserstrandstraße in Bremen, Stadtteil Blumenthal, Ortsteil Blumenthal ist eine Autostraße. Sie führt in Ost-West-Richtung von der Landrat-Christians-Straße / Blumenthaler Marktplatz bis zur Rönnebecker Straße Richtung Rönnebeck und Farge sowie zum Fährterminal Bremen-Blumenthal nach Motzen und zum Bootshafen.
Die Querstraßen und Anschlussstraßen wurden benannt u. a. als Landrat-Christians-Straße 1952 nach dem Pädagogen und Landrat Ludwig Christians (1875–1940), Mühlenstraße nach einer Mühle von 1762, Blumenthaler Marktplatz, Emmalene-Bulling-Straße nach der Mitgründerin des Deutschen Verbands berufstätiger Frauen in Bremen, Emmalene Bulling (1900–1959), Zum Donaufleet nach der örtlichen Dona-Aue als toter Wasserlauf, Kapitän-Dallmann-Straße nach dem Kapitän, Walfänger, Entdecker und Polarforscher Eduard Dallmann (1830–1896), Bahrsweg nach der Familie Bahrs, Bürgermeister-Dehnkamp-Straße nach dem Bürgermeister und Präsidenten des Senats Willy Dehnkamp und Rönnebecker Straße nach dem Ortsteil, zu dem sie führt.

## Geschichte

### Name
Die Straße wurde 1951 benannt nach der Lage an der Weser. Sie hieß zuvor Weserstraße und musste umbenannt werden, da es die Weserstraße bereits in Bremen-Vegesack gab.

### Entwicklung
Die Straße war wenig bewohnt. Mitte der 1960er Jahre und um 1987 erfolgte der Ausbau als Auto- und Durchgangsstraße, die verkehrlich den Ortskern von Blumenthal entlastet. Die Grünanlage Bahrsplate entstand 1964/66. In den 1990er und 2000er Jahren wurden mehrere Einkaufszentren an der Straße gebaut.

### Verkehr
Im Nahverkehr in Bremen durchfahren die Buslinien 90 (Gröpelingen ↔ Neuenkirchen), 91 und 92 (Gröpelingen ↔ Rönnebeck) die Straße (Haltestellen Blumenthaler Marktplatz, Donaufleet, Fähre Blumenthal).

## Gebäude und Anlagen
- Landrat-Christians-Straße Nr. 113: 2-gesch. historisierendes Wohn- und Geschäftshaus der Gründerzeit mit Restaurant Union am Markt
- Landrat-Christians-Straße Nr. 142 / Am Markt: 2-gesch. Wohn- und Geschäftshaus mit Restaurant
- Nr. 1: 4-gesch. Wohn-, Büro- und Geschäftshaus mit der Radiologie Jade-Weser
- Nr. 5–9: 1-gesch. Einkaufszentrum mit der Blumenthaler Apotheke und Parkplatz
- Nr. 17: 2-gesch. Einkaufszentrum mit Parkplatz
- Die Grünanlage Bahrsplate direkt an der Weser war ursprünglich eine Flussinsel, die um 1925 bei der Weserkorrektur planiert und zu einem Park umgestaltet wurde. 1956 wurde ein Lagergebäude abgerissen und 1964/66 das Areal zu einer Grünanlage umgestaltet[2]
  - Ein Mahnmal im Park erinnert an ein Arbeitslager für die Zwangsarbeiter, die im Zweiten Weltkrieg beim Bau des U-Bootbunkers Valentin helfen mussten
  - Der seit 2021 denkmalgeschützte Pavillon auf der Bahrsplate von 1966 wurde vom Bauamt Bremen-Nord errichtet. Der markante Betonpavillon als Wetterschutzdach wurde von der Sparkasse Blumenthal gestiftet.[3]
- Nr. 21: 1-gesch. Bootshaus mit Bootshafen und Restaurant
- Fährterminal Blumenthal nach Motzen, Berne, Lemwerder und Elsfleth
- Nr. 33: Altentagesstätte der Arbeiterwohlfahrt